# Guise
Guise és un municipi francès situat al departament de l'Aisne i a la regió dels Alts de França. L'any 2007 tenia 5.489 habitants.

## Demografia

### Població
El 2007 la població de fet de Guise era de 5.489 persones. Hi havia 2.311 famílies de les quals 843 eren unipersonals (247 homes vivint sols i 596 dones vivint soles), 613 parelles sense fills, 585 parelles amb fills i 270 famílies monoparentals amb fills.
La població ha evolucionat segons el següent gràfic:
Habitants censats

### Habitatges
El 2007 hi havia 2.709 habitatges, 2.359 eren l'habitatge principal de la família, 33 eren segones residències i 317 estaven desocupats. 1.600 eren cases i 1.100 eren apartaments. Dels 2.359 habitatges principals, 1.097 estaven ocupats pels seus propietaris, 1.200 estaven llogats i ocupats pels llogaters i 62 estaven cedits a títol gratuït; 72 tenien una cambra, 287 en tenien dues, 587 en tenien tres, 664 en tenien quatre i 748 en tenien cinc o més. 935 habitatges disposaven pel capbaix d'una plaça de pàrquing. A 1.212 habitatges hi havia un automòbil i a 391 n'hi havia dos o més.

### Piràmide de població
La piràmide de població per edats i sexe el 2009 era:
| Homes | Edats   | Dones |
| ----- | ------- | ----- |
| 4     | 95 o +  | 8     |
| 32    | 90 a 94 | 52    |
| 32    | 85 a 89 | 76    |
| 44    | 80 a 84 | 56    |
| 96    | 75 a 79 | 196   |
| 148   | 70 a 74 | 224   |
| 120   | 65 a 69 | 116   |
| 128   | 60 a 64 | 140   |
| 100   | 55 a 59 | 112   |
| 200   | 50 a 54 | 212   |
| 248   | 45 a 49 | 244   |
| 172   | 40 a 44 | 204   |
| 144   | 35 a 39 | 128   |
| 156   | 30 a 34 | 152   |
| 232   | 25 a 29 | 232   |
| 232   | 20 a 24 | 192   |
| 204   | 15 a 19 | 224   |
| 228   | 10 a 14 | 152   |
| 200   | 5 a 9   | 176   |
| 148   | 0 a 4   | 156   |

## Economia
El 2007 la població en edat de treballar era de 3.300 persones, 2.103 eren actives i 1.197 eren inactives. De les 2.103 persones actives 1.704 estaven ocupades (978 homes i 726 dones) i 399 estaven aturades (182 homes i 217 dones). De les 1.197 persones inactives 280 estaven jubilades, 305 estaven estudiant i 612 estaven classificades com a «altres inactius».

### Ingressos
El 2009 a Guise hi havia 2.304 unitats fiscals que integraven 5.243 persones, la mediana anual d'ingressos fiscals per persona era de 12.704 €.

### Activitats econòmiques
Dels 257 establiments que hi havia el 2007, 4 eren d'empreses extractives, 9 d'empreses alimentàries, 2 d'empreses de fabricació de material elèctric, 11 d'empreses de fabricació d'altres productes industrials, 13 d'empreses de construcció, 70 d'empreses de comerç i reparació d'automòbils, 7 d'empreses de transport, 23 d'empreses d'hostatgeria i restauració, 2 d'empreses d'informació i comunicació, 21 d'empreses financeres, 10 d'empreses immobiliàries, 21 d'empreses de serveis, 47 d'entitats de l'administració pública i 17 d'empreses classificades com a «altres activitats de serveis».
Dels 66 establiments de servei als particulars que hi havia el 2009, 1 era una oficina d'administració d'Hisenda pública, 1 gendarmeria, 1 oficina de correu, 9 oficines bancàries, 2 funeràries, 4 tallers de reparació d'automòbils i de material agrícola, 2 tallers d'inspecció tècnica de vehicles, 3 autoescoles, 4 paletes, 2 guixaires pintors, 3 fusteries, 1 lampisteria, 1 electricista, 7 perruqueries, 1 veterinari, 2 agències de treball temporal, 14 restaurants, 4 agències immobiliàries, 2 tintoreries i 2 salons de bellesa.
Dels 46 establiments comercials que hi havia el 2009, 3 eren supermercats, 1 un supermercat, 6 fleques, 5 carnisseries, 1 una botiga de congelats, 1 una peixateria, 6 botigues de roba, 2 botigues d'equipament de la llar, 2 sabateries, 5 botigues d'electrodomèstics, 6 botigues de mobles, 3 botigues de material esportiu, 1 una botiga de material de revestiment de parets i terra, 2 joieries i 2 floristeries.
L'any 2000 a Guise hi havia 13 explotacions agrícoles.

## Equipaments sanitaris i escolars
El 2009 hi havia 1 hospital de tractaments de curta durada, 1 hospital de tractaments de mitja durada (seguiment i rehabilitació), 1 un hospital de tractaments de llarga durada, 1 centre d'urgències, 3 farmàcies i 2 ambulàncies.
El 2009 hi havia 1 escola maternal i 4 escoles elementals. A Guise hi havia 2 col·legis d'educació secundària i 1 liceu tecnològic. Als col·legis d'educació secundària hi havia 640 alumnes i als liceus tecnològics 299.

## Poblacions més properes
El següent diagrama mostra les poblacions més properes.